# Сипитрия, Эльбира
Эльбира Шуста Сипитрия Ирасторца (28 мая 1906, Сумая — 26 декабря 1982, Сан-Себастьян) — испанская баскская учёная-педагог, активистка движения основания икастол (школ, где преподавание всех предметов ведётся только на баскском языке) и движения в поддержку сохранения баскского языка, феминистка, одна из крупных фигур баскского сепаратизма и национализма времён режима Франсиско Франко, одна из так называемых джельцале (националистов). Была членом Национального женского общества басков (Emakume Abertzale Batzako), придерживалась католического вероисповедания. В педагогике отстаивала прогрессивные для своего времени идеи, считая, в частности, что мальчики и девочки должны иметь равные возможности для образования и обучаться совместно.

## Биография
В 1922 году Сипитрия поступила в начальное педагогическое училище, которое с отличием закончила четыре года спустя и поступила на работу в одну из первых икастол в Сан-Себастьяне. После начала Гражданской войны в Испании бежала в Сар (Франция), но через несколько лет вернулась в Испанию и продолжила работу в икастолах. Её вклад в развитие послевоенного школьного образования на баскском языке оценивается как весьма значительный. Основой созданной ей теории обучения был обязательное преподавание всех предметов на баскском языке и введение многих инновационных методов обучения. При обучении баскскому языку Сипитрия использовала учебные пособия «Мартин Чилибиту» и «Шабьерчо». В своей деятельности она во многом опиралась на идеи учёных-педагогов Пиаже, Френе, Макаренко и Монтессори. Ей было основано несколько икастол, свою работу в образовании она продолжала до самой смерти в 1982 году, будучи не только учительницей, но и преподавателем педагогики для взрослых. Многие её ученики впоследствии стали учителями в других баскских школах, среди её учеников были также многие известные впоследствии деятели баскской культуры, в том числе карикатурист Джошеми Сумалабе, впоследствии очень высоко оценивавший её влияние на своё становление. На своих занятиях она стремилась к воспитанию в слушателях национального баскского духа.
Сипитрия придавала важное значение обучению правильному баскскому произношению и избавлению баскского языка от испанских заимствований. К так называемому «стандартному баскскому» она относилась крайне негативно и в последние годы жизни подвергала его резкой критике. По рассказам знавших её, она обладала тяжёлым характером и часто испытывала сложности в общении с людьми, но многие из её учеников сохранили о ней добрую память.

## Память
- В 1984 году городской совет Сан-Себастьяна присвоил имя Эльбиры Сипитрии одной из улиц в черте Старого города[16];
- В том же году правительство Страны Басков учредило премию по учебной литературе (первую подобную в автономном сообществе) имени Эльбиры Сипитрии[17];
- В 2006 году, к столетию со дня рождения Эльбиры Сипитрии, в Институте музейного и библиотечного дела Страны Басков были проведены памятные мероприятия в знак её памяти[18].